# Vụ tấn công nhà ga Thái Tử 2019
Vụ tấn công nhà ga Thái Tử 2019 vào ngày 31 tháng 8 năm 2019, hay còn được gọi là vụ xô xát 831 (tiếng Trung: 831太子站事件) là một vụ tấn công bừa bãi của cảnh sát Hồng Kông đối với hành khách trên chuyến tàu tại Vượng Giác. Bối cảnh là sau cuộc biểu tình đêm ngày 31 tháng 8 năm 2019 trong Phong trào chống dự luật dẫn độ. Sự kiện này được coi là phiên bản của đụng độ Nguyên Lãng 2019 và cảnh sát bị chỉ trích hành động như kẻ khủng bố. Có một số tin đồn rằng người biểu tình bị đánh đến chết tại nhà ga, nhưng cảnh sát đã bác bỏ thông tin. Nhiều người than khóc bên ngoài lối ra của nhà ga.

## Phản ứng xã hội
Tổ chức Ân xá Quốc tế Hồng Kông kêu gọi một cuộc điều tra về hành vi của cảnh sát sau khi Đội chiến thuật đặc biệt xông vào nhà ga Thái Tử đánh đập, xịt hơi cay vào những người đi lại bên trong. Ngày 31 tháng 8, người biểu tình bao vây đồn cảnh sát Vượng Giác để lên án sự tàn bạo của cảnh sát và yêu cầu MTR Corporation phát hành đoạn phim chiếu trên CCTV quay đêm hôm đó.

## Tham khảo

Người dân đã khóc sau khi bị cảnh sát tấn công.